# Iki (wyspa)
Iki (jap. 壱岐島 Iki-no-shima) − wyspa w Cieśninie Cuszimskiej, około 16 km na północ od wybrzeży wyspy Kiusiu (Kyūshū), należy do japońskiej prefektury Nagasaki. Zajmuje powierzchnię 134 km².